# Laser-Linienbreite
Die Laser-Linienbreite ist die spektrale Linienbreite eines Laser-Strahls. 
In diesem Artikel werden die neuesten Erkenntnisse zur Entstehung der spektralen Kohärenz und Linienbreite eines Lasers dargestellt.

## Theorie

### Historie: Erste Herleitung der Laser-Linienbreite
Die erste von Menschenhand erschaffene kohärente Lichtquelle war ein „Maser“. Das Akronym MASER bedeutet „Microwave Amplification by Stimulated Emission of Radiation“ (auf Deutsch: Mikrowellen-Verstärkung durch stimulierte Emission von Strahlung). Genauer gesagt war es der Ammoniak-Maser, der auf einer Wellenlänge von 12,5 mm emittiert, welcher 1954 von Gordon, Zeiger und Townes erstmals betrieben wurde. Ein Jahr später leiteten dieselben Autoren theoretisch die Maser-Linienbreite her, indem sie die sinnvollen Näherungen machten, dass ihr Ammoniak-Maser
(i) im Dauerstrahl-Betrieb (englisch: „continuous-wave“, cw) arbeitet,
(ii) ein ideales Vier-Niveau-Energieschema besitzt, und
(iii) keine intrinsischen Resonatorverluste erleidet, sondern lediglich Auskoppelverluste durch die Spiegel.
Bemerkenswerterweise basiert diese Herleitung auf rein semi-klassischen Annahmen. Sie beschreibt die Ammoniak-Moleküle als Quanten-Emitter, während klassische elektromagnetische Felder angenommen werden (dagegen keine quantisierten Felder oder Quantenfluktuationen). Daraus resultiert die halbe Halbwertsbreite (englisch: „half-width-at-half-maximum“, HWHM) der Maser-Emission
{\displaystyle \Delta \nu _{\rm {M}}^{*}={\frac {4\pi k_{\rm {B}}T(\Delta \nu _{\rm {c}}^{*})^{2}}{P_{\rm {aus}}}}\Leftrightarrow \Delta \nu _{\rm {M}}={\frac {2\pi k_{\rm {B}}T(\Delta \nu _{\rm {c}})^{2}}{P_{\rm {aus}}}},}
die hier mit einem Sternchen gekennzeichnet ist und auf die volle Halbwertsbreite (englisch: „full-width-at-half-maximum“, FWHM) {\displaystyle \Delta \nu _{\rm {M}}=2\Delta \nu _{\rm {M}}^{*}} der Maser-Emission umgerechnet wird. {\displaystyle k_{\rm {B}}} ist die Boltzmann-Konstante, {\displaystyle T} ist die Temperatur, {\displaystyle P_{\rm {aus}}} ist die Ausgangsleistung des Lasers, und {\displaystyle \Delta \nu _{\rm {c}}^{*}} und {\displaystyle \Delta \nu _{\rm {c}}=2\Delta \nu _{\rm {c}}^{*}} sind die passiven HWHM- und FWHM-Linienbreiten des verwendeten Mikrowellen-Resonators.
Im Jahr 1958, zwei Jahre bevor Maiman den ersten Laser baute (welcher zunächst als „optischer Maser“ bezeichnet wurde), transferierten Schawlow und Townes die Maser-Linienbreite in den sichtbaren und nah-infraroten Spektralbereich, indem sie die thermische Energie {\displaystyle k_{\rm {B}}T} durch die Photonenenergie {\displaystyle h\nu _{\rm {L}}} ersetzten. {\displaystyle h} ist Plancks Wirkungsquantum, und {\displaystyle \nu _{\rm {L}}} ist die Frequenz des Laserlichts. Dieser Transfer beinhaltet die Näherung, dass
(iv) während der Resonatorabklingzeit {\displaystyle \tau _{\rm {c}}} ein Photon durch spontane Emission in die Laser-Mode eingekoppelt wird,
und führt zur Schawlow-Townes-Linienbreite:
{\displaystyle \Delta \nu _{\rm {L,ST}}^{*}={\frac {4\pi h\nu _{\rm {L}}(\Delta \nu _{\rm {c}}^{*})^{2}}{P_{\rm {aus}}}}\Leftrightarrow \Delta \nu _{\rm {L,ST}}={\frac {2\pi h\nu _{\rm {L}}(\Delta \nu _{\rm {c}})^{2}}{P_{\rm {aus}}}}.}
Auch der Transfer vom Mikrowellen- zum optischen Spektralbereich beruht auf einer rein semi-klassischen Grundlage, ohne die Annahme von quantisierten Feldern oder Quanten-Fluktuationen. Daher basiert die ursprüngliche Schawlow-Townes-Gleichung komplett auf semi-klassischen physikalischen Annahmen und ist eine vierfache Näherung einer allgemeineren Laser-Linienbreite, die im Folgenden hergeleitet wird.

### Passive Resonator-Mode: Resonatorabklingzeit
Betrachtet wird ein aus zwei Spiegeln bestehender Fabry-Pérot-Resonator der geometrischen Länge {\displaystyle \ell }, der homogen ausgefüllt ist mit einem aktiven Laser-Medium, das einen Brechungsindex {\displaystyle n} hat. Wir definieren als Referenz-Situation die passive Resonator-Mode, deren aktives Laser-Medium transparent ist, d. h., es bewirkt weder Verstärkung noch Absorption von Licht.
Licht bewegt sich im Resonator mit der Geschwindigkeit {\displaystyle c=c_{0}/n} fort, wobei {\displaystyle c_{0}} die Lichtgeschwindigkeit im Vakuum ist. Somit sind die Resonator-Umlaufzeit {\displaystyle t_{\rm {RT}}} und der freie Spektralbereich {\displaystyle \Delta \nu _{\rm {FSR}}} gegeben durch
{\displaystyle t_{\rm {RT}}={\frac {1}{\Delta \nu _{\rm {FSR}}}}={\frac {2\ell }{c}}.}
Licht in der uns interessierenden longitudinalen Resonator-Mode oszilliert auf der q-ten Resonanzfrequenz
{\displaystyle \nu _{L}={\frac {q}{t_{\rm {RT}}}}=q\Delta \nu _{\rm {FSR}}.}
Die exponentielle Auskopplungszeit {\displaystyle \tau _{\rm {aus}}} und die entsprechende Ratenkonstante {\displaystyle 1/\tau _{\rm {aus}}} ergeben sich aufgrund der Spiegelreflektionen {\displaystyle R_{i}} der beiden Resonator-Spiegel {\displaystyle i=1,2} zu
{\displaystyle R_{1}R_{2}=e^{-t_{\rm {RT}}/\tau _{\rm {aus}}}\Rightarrow {\frac {1}{\tau _{\rm {aus}}}}={\frac {-\ln {(R_{1}R_{2})}}{t_{\rm {RT}}}}.}
Die exponentielle intrinsische Verlustzeit {\displaystyle \tau _{\rm {verl}}} und die entsprechende Ratenkonstante {\displaystyle 1/\tau _{\rm {verl}}} ergeben sich aufgrund der intrinsischen Resonatorverluste {\displaystyle L_{\rm {RT}}} pro Resonator-Umlauf zu
{\displaystyle 1-L_{\rm {RT}}=e^{-t_{\rm {RT}}/\tau _{\rm {verl}}}\Rightarrow {\frac {1}{\tau _{\rm {verl}}}}={\frac {-\ln {(1-L_{\rm {RT}})}}{t_{\rm {RT}}}}.}
Die resultierende exponentielle Resonatorabklingzeit {\displaystyle \tau _{c}} und die entsprechende Ratenkonstante {\displaystyle 1/\tau _{\rm {c}}} betragen somit
{\displaystyle {\frac {1}{\tau _{\rm {c}}}}={\frac {1}{\tau _{\rm {aus}}}}+{\frac {1}{\tau _{\rm {verl}}}}={\frac {-\ln {[R_{1}R_{2}(1-L_{\rm {RT}})]}}{t_{\rm {RT}}}}.}
Alle drei exponentiellen Zerfallszeiten mitteln über die Resonator-Umlaufzeit {\displaystyle t_{\rm {RT}}.} Im Folgenden nehmen wir an, dass {\displaystyle \ell }, {\displaystyle n}, {\displaystyle R_{1}}, {\displaystyle R_{2}} und {\displaystyle L_{\rm {RT}}} und daher auch {\displaystyle \tau _{\rm {aus}}}, {\displaystyle \tau _{\rm {verl}}} und {\displaystyle \tau _{\rm {c}}} sich innerhalb des Spektralbereichs, der für die Laser-Linienbreite von Interesse ist, nicht wesentlich ändern.

### Passive Resonator-Mode: Lorentz-Linienbreite,Q-Faktor, Kohärenzzeit und -länge
Neben der Resonatorabklingzeit {\displaystyle \tau _{\rm {c}}} kann man die spektralen Kohärenz-Eigenschaften der passiven Resonator-Mode äquivalent durch folgende Parameter ausdrücken. Die FWHM-Lorentz-Linienbreite {\displaystyle \Delta \nu _{\rm {c}}} der passiven Resonator-Mode, die in der Schawlow-Townes-Gleichung auftritt, erhält man durch Fourier-Transformation der exponentiellen Resonatorabklingzeit {\displaystyle \tau _{\rm {c}}} in den Frequenzraum,
{\displaystyle \Delta \nu _{\rm {c}}={\frac {1}{2\pi \tau _{\rm {c}}}}.}
Der Qualitätsfaktor (Q-Faktor) {\displaystyle Q_{\rm {c}}} ist definiert als die Energie {\displaystyle W_{\rm {speich}}}, die im Resonator gespeichert ist, geteilt durch die Energie {\displaystyle W_{\rm {lost}}}, die pro Oszillationszyklus des Lichts verloren geht,
{\displaystyle Q_{\rm {c}}=2\pi {\frac {W_{\rm {speich}}(t)}{W_{\rm {lost}}(t)}}=2\pi {\frac {\varphi (t)}{-{\frac {1}{\nu _{L}}}{\frac {d}{dt}}\varphi (t)}}=2\pi \nu _{L}\tau _{\rm {c}}={\frac {\nu _{L}}{\Delta \nu _{\rm {c}}}},}
wobei {\displaystyle \varphi =W_{\rm {speich}}/h\nu _{L}} die Zahl der Photonen in der Resonator-Mode ist. Die Kohärenzzeit {\displaystyle \tau _{\rm {c}}^{\rm {coh}}} und die Kohärenzlänge {\displaystyle \ell _{\rm {c}}^{\rm {coh}}} des Lichts, das aus der Resonator-Mode emittiert wird, sind gegeben durch die Gleichung
{\displaystyle \tau _{\rm {c}}^{\rm {coh}}={\frac {1}{c}}\ell _{\rm {c}}^{\rm {coh}}=2\tau _{\rm {c}}.}

### Aktive Resonator-Mode: Verstärkung, Resonatorabklingzeit, Lorentz-Linienbreite,Q-Faktor, Kohärenzzeit und -länge
Unter Berücksichtigung der Besetzungsdichten {\displaystyle N_{2}} und {\displaystyle N_{1}} des oberen und unteren Laser-Niveaus und der effektiven Wirkungsquerschnitte {\displaystyle \sigma _{\rm {e}}} und {\displaystyle \sigma _{\rm {a}}} der stimulierten Emission und der Absorption auf der Resonanz-Frequenz {\displaystyle \nu _{L}} ergibt sich die Verstärkung pro Längeneinheit im aktiven Laser-Medium auf der Resonanz-Frequenz {\displaystyle \nu _{L}} zu
{\displaystyle g=\sigma _{\rm {e}}N_{2}-\sigma _{\rm {a}}N_{1}.}
Ein Wert {\displaystyle g>0} bedeutet Verstärkung auf der Resonanz-Frequenz {\displaystyle \nu _{L}}, während ein Wert {\displaystyle g<0} Absorption bedeutet. Dies resultiert in einer entsprechend verlängerten oder verkürzten Resonatorabklingzeit {\displaystyle \tau _{\rm {L}}}, mit der die Photonen sich aus der aktiven Resonator-Mode entfernen:
{\displaystyle {\frac {1}{\tau _{\rm {L}}}}={\frac {1}{\tau _{\rm {c}}}}-cg.}
Die anderen vier Eigenschaften der spektralen Kohärenz der aktiven Resonator-Mode erhält man in derselben Weise wie für die passive Resonator-Mode. Die Lorentz-Linienbreite ergibt sich durch Fourier-Transformation in den Frequenzraum,
{\displaystyle \Delta \nu _{\rm {L}}={\frac {1}{2\pi \tau _{\rm {L}}}}.}
Ein Wert {\displaystyle g>0} führt zu Verstärkungsreduzierung der Linienbreite, während ein Wert {\displaystyle g<0} zu Absorptionsverbreiterung führt. Der Q-Faktor beträgt
{\displaystyle Q_{\rm {L}}=2\pi {\frac {W_{\rm {speich}}(t)}{W_{\rm {lost}}(t)}}=2\pi {\frac {\varphi (t)}{-{\frac {1}{\nu _{L}}}{\frac {d}{dt}}\varphi (t)}}=2\pi \nu _{L}\tau _{\rm {L}}={\frac {\nu _{L}}{\Delta \nu _{\rm {L}}}}.}
Die Kohärenzzeit und -länge betragen
{\displaystyle \tau _{\rm {L}}^{\rm {coh}}={\frac {1}{c}}\ell _{\rm {L}}^{\rm {coh}}=2\tau _{\rm {L}}.}

### Spektraler Kohärenzfaktor
Der Faktor, um den die Resonatorabklingzeit durch Verstärkung verlängert oder durch Absorption verkürzt wird, wird hier als sogenannter spektraler Kohärenzfaktor {\displaystyle \Lambda } eingeführt:
{\displaystyle \Lambda :={\frac {1}{1-cg\tau _{\rm {c}}}}.}
Alle fünf oben eingeführten Parameter, die gleichbedeutend die spektrale Kohärenz beschreiben, skalieren mit demselben spektralen Kohärenzfaktor {\displaystyle \Lambda }:
{\displaystyle \tau _{\rm {L}}=\Lambda \tau _{\rm {c}},(\Delta \nu _{\rm {L}})^{-1}=\Lambda (\Delta \nu _{\rm {c}})^{-1},Q_{\rm {L}}=\Lambda Q_{\rm {c}},\tau _{\rm {L}}^{\rm {coh}}=\Lambda \tau _{\rm {c}}^{\rm {coh}},\ell _{\rm {L}}^{\rm {coh}}=\Lambda \ell _{\rm {c}}^{\rm {coh}}.}

### Lasende Resonator-Mode: Fundamentale Laser-Linienbreite
Für eine gegebene Zahl {\displaystyle \varphi } an Photonen, die sich in der lasenden Resonator-Mode befinden, lauten die stimulierte Emissionsrate und Resonator-Abklingrate:
{\displaystyle R_{\rm {stim}}=cg\varphi ,}
{\displaystyle R_{\rm {abkling}}={\frac {1}{\tau _{\rm {c}}}}\varphi .}
Der spektrale Kohärenzfaktor beträgt somit
{\displaystyle \Lambda ={\frac {R_{\rm {abkling}}}{R_{\rm {abkling}}-R_{\rm {stim}}}}.}
Die Resonatorabklingzeit der lasenden Resonator-Mode beträgt
{\displaystyle \tau _{\rm {L}}=\Lambda \tau _{\rm {c}}={\frac {R_{\rm {abkling}}}{R_{\rm {abkling}}-R_{\rm {stim}}}}\tau _{\rm {c}}.}
Die fundamentale Laser-Linienbreite beträgt
{\displaystyle \Delta \nu _{\rm {L}}={\frac {1}{\Lambda }}\Delta \nu _{\rm {c}}={\frac {R_{\rm {abkling}}-R_{\rm {stim}}}{R_{\rm {abkling}}}}\Delta \nu _{\rm {c}}.}
Diese fundamentale Linienbreite gilt für Laser mit beliebigem Energie-Niveau-Schema (Vier- oder Drei-Niveau-Schema oder irgendeine Situation zwischen diesen beiden Extremen), im Betrieb unterhalb, an, und oberhalb der Laser-Schwelle, einer Verstärkung, die kleiner, gleich, oder größer als die Verluste ist, und in einem CW- oder transienten Laser-Regime.
Aus dieser Herleitung wird deutlich, dass die fundamentale Linienbreite eines CW-Lasers auf dem semi-klassischen Effekt beruht, dass die Verstärkung die Resonatorabklingzeit verlängert.

### Dauerstrahl-Laser: Die Verstärkung ist kleiner als die Verluste
Die spontane Emissionsrate in die lasende Resonator-Mode hinein ist gegeben durch
{\displaystyle R_{\rm {spon}}=c\sigma _{\rm {e}}N_{2}.}
Es ist zu beachten, dass {\displaystyle R_{\rm {spon}}} grundsätzlich eine positive Rate ist, weil bei jedem einzelnen Emissionsprozess eine atomare Anregung in ein Photon in der Laser-Mode umgewandelt wird. Diese Rate ist der Quellterm der Laserstrahlung und darf keinesfalls als „Rauschen“ missinterpretiert werden. Die Photonen-Ratengleichung für eine einzelne Laser-Mode ergibt sich als
{\displaystyle {\frac {d}{dt}}\varphi =R_{\rm {spon}}+R_{\rm {stim}}-R_{\rm {abkling}}=c\sigma _{\rm {e}}N_{2}+cg\varphi -{\frac {1}{\tau _{\rm {c}}}}\varphi .}
Ein CW-Laser zeichnet sich durch eine zeitlich konstante Photonenzahl in der Laser-Mode aus. Daher ist {\displaystyle d\varphi /dt=0}. In einem CW-Laser kompensieren die stimulierte und spontane Emissionsrate gemeinsam die Resonator-Abklingrate. Daher ist
{\displaystyle R_{\rm {stim}}-R_{\rm {abkling}}=-R_{\rm {spon}}<0.}
Die stimulierte Emissionsrate ist kleiner als die Resonator-Abklingrate. Anders ausgedrückt: Die Verstärkung ist kleiner als die Verluste. Diese Tatsache ist seit Jahrzehnten bekannt und wurde dazu ausgenutzt, das Verhalten von Halbleiter-Lasern an der Laser-Schwelle quantitativ zu beschreiben. Selbst weit oberhalb der Laser-Schwelle ist die Verstärkung immer noch minimal kleiner als die Verluste. Es ist genau dieser extrem kleine Unterschied, der die endliche Linienbreite eines CW-Lasers hervorruft.
Aus dieser Herleitung wird klar, dass ein Laser grundlegend ein Verstärker spontaner Emission ist und die CW-Laser-Linienbreite durch den semi-klassischen Effekt hervorgerufen wird, dass die Verstärkung kleiner ist als die Verluste. Auch in quantenoptischen Beschreibungen der Laser-Linienbreite, die auf der Dichteoperator-Hauptgleichung beruhen, kann gezeigt werden, dass die Verstärkung kleiner ist als die Verluste.

### Schawlow-Townes-Näherung
Wie oben bereits erwähnt, wird aus ihrer historischen Herleitung klar, dass die ursprüngliche Schawlow-Townes-Gleichung eine vierfache Näherung der fundamentalen Laser-Linienbreite ist. Ausgehend von der fundamentalen Laser-Linienbreite {\displaystyle \Delta \nu _{\rm {L}}}, die oben hergeleitet wurde, erhält man durch explizite Anwendung der vier Näherungen (i)-(iv) genau die ursprüngliche Schawlow-Townes-Gleichung:
(i) Es ist ein reiner CW-Laser. Entsprechend gilt
{\displaystyle R_{\rm {abkling}}-R_{\rm {stim}}=R_{\rm {spon}}\Rightarrow }
{\displaystyle \Delta \nu _{\rm {L}}={\frac {1}{\Lambda }}\Delta \nu _{\rm {c}}={\frac {R_{\rm {abkling}}-R_{\rm {stim}}}{R_{\rm {abkling}}}}\Delta \nu _{\rm {c}}={\frac {R_{\rm {spon}}}{R_{\rm {abkling}}}}\Delta \nu _{\rm {c}}.}
(ii) Es ist ein idealer Vier-Niveau-Laser. Entsprechend gilt
{\displaystyle N_{1}=0\Rightarrow cg=c(\sigma _{\rm {e}}N_{2}-\sigma _{\rm {a}}N_{1})=c\sigma _{\rm {e}}N_{2}=R_{\rm {spon}}\Rightarrow }
{\displaystyle \Delta \nu _{\rm {L}}={\frac {R_{\rm {spon}}}{R_{\rm {abkling}}}}\Delta \nu _{\rm {c}}={\frac {cg}{{\frac {1}{\tau _{\rm {c}}}}\varphi }}\Delta \nu _{\rm {c}}.}
(iii) Intrinsische Resonator-Verluste sind vernachlässigbar. Entsprechend gilt
{\displaystyle {\frac {1}{\tau _{\rm {verl}}}}=0\Rightarrow {\frac {1}{\tau _{\rm {c}}}}={\frac {1}{\tau _{\rm {aus}}}}\Rightarrow P_{\rm {aus}}=h\nu _{\rm {L}}{\frac {1}{\tau _{\rm {aus}}}}\varphi =h\nu _{\rm {L}}{\frac {1}{\tau _{\rm {c}}}}\varphi \Rightarrow }
{\displaystyle \Delta \nu _{\rm {L}}={\frac {cg}{{\frac {1}{\tau _{\rm {c}}}}\varphi }}\Delta \nu _{\rm {c}}={\frac {cgh\nu _{\rm {L}}}{P_{\rm {aus}}}}\Delta \nu _{\rm {c}}.}
(iv) Genau ein Photon wird während der Resonatorabklingzeit {\displaystyle \tau _{\rm {c}}} durch spontane Emission in die Laser-Mode eingekoppelt. Geschehen würde dies in einem idealen Vier-Niveau-CW-Laser genau an dem unerreichbaren Punkt, an dem der spektrale Kohärenz-Faktor {\displaystyle \Lambda }, die Photonenzahl {\displaystyle \varphi } in der Resonator-Mode und die Ausgangsleistung {\displaystyle P_{\rm {aus}}} unendlich groß werden, also an dem Punkt, an dem die Verstärkung gleich den Verlusten würde. Entsprechend gilt
{\displaystyle R_{\rm {stim}}=R_{\rm {abkling}}\Rightarrow R_{\rm {spon}}=cg={\frac {1}{\tau _{\rm {c}}}}=2\pi \Delta \nu _{\rm {c}}\Rightarrow }
{\displaystyle \Delta \nu _{\rm {L}}={\frac {cgh\nu _{\rm {L}}}{P_{\rm {aus}}}}\Delta \nu _{\rm {c}}={\frac {2\pi h\nu _{\rm {L}}(\Delta \nu _{\rm {c}})^{2}}{P_{\rm {aus}}}}=\Delta \nu _{\rm {L,ST}}.}
Das heißt, wenn man dieselben vier Näherungen (i)-(iv), die bereits in der ersten Herleitung benutzt wurden, auf die fundamentale Laser-Linienbreite {\displaystyle \Delta \nu _{\rm {L}}} anwendet, erhält man konsequenterweise die ursprüngliche Schawlow-Townes-Gleichung.
Zusammenfassend lautet die fundamentale Laser-Linienbreite
{\displaystyle \Delta \nu _{\rm {L}}={\frac {1}{\Lambda }}\Delta \nu _{\rm {c}}={\frac {R_{\rm {abkling}}-R_{\rm {stim}}}{R_{\rm {abkling}}}}\Delta \nu _{\rm {c}}=(1-cg\tau _{\rm {c}})\Delta \nu _{\rm {c}}=\Delta \nu _{\rm {c}}-{\frac {cg}{2\pi }},}
während die ursprüngliche Schawlow-Townes-Gleichung eine vierfache Näherung dieser fundamentalen Laser-Linienbreite und daher hauptsächlich von historischer Bedeutung ist.

### Zusätzliche Mechanismen der Linienverbreiterung und -verengung
Nach ihrer Veröffentlichung im Jahr 1958 wurde die ursprüngliche Schawlow-Townes-Gleichung auf verschiedene Weisen erweitert. Diese erweiterten Gleichungen werden oftmals mit demselben Namen bezeichnet, nämlich der Schawlow-Townes-Linienbreite. Dadurch ist in der publizierten Literatur zur Laser-Linienbreite durchaus Konfusion entstanden, da oft unklar ist, welche Erweiterung der ursprünglichen Schawlow-Townes-Gleichung die jeweiligen Autoren betrachten oder benutzen.
Einige semi-klassische Erweiterungen hatten zum Ziel, eine oder mehrere der oben genannten Näherungen (i)-(iv) zu eliminieren, wodurch diese erweiterten Gleichungen der oben hergeleiteten fundamentalen Laser-Linienbreite in ihrem physikalischen Gehalt ähnlicher wurden.
Folgende mögliche Erweiterungen der fundamentalen Laser-Linienbreite wurden vorgeschlagen:
1. Hempstead und Lax,[13] sowie unabhängig Hermann Haken,[14] sagten quantenmechanisch vorher, dass nahe der Laser-Schwelle eine zusätzliche Reduzierung der Laser-Linienbreite um einen Faktor zwei auftritt. Allerdings wurde eine solche Reduzierung nur in ganz wenigen Fällen experimentell beobachtet.
2. Petermann erklärte semi-klassisch eine zuvor experimentell beobachtete Linienverbreiterung in durch optische Verstärkung anstatt durch einen Brechungsindex-Unterschied wellenleitenden Halbleiter-Lasern.[15] Siegman zeigte später, dass dieser Effekt durch die Nicht-Orthogonalität transversaler Moden hervorgerufen wird.[16][17] Woerdman und Mitarbeiter erweiterten diese Idee auf longitudinale Moden[18] und Polarizationsmoden.[19] Daher wird manchmal der sogenannte „Petermann-K-Faktor“ der Gleichung für die Laser-Linienbreite hinzugefügt.
3. Henry sagte quantenmechanisch eine zusätzliche Linienverbreiterung vorher, die dadurch auftritt, dass Variationen des Brechungsindex aufgrund von Elektron-Loch-Paar-Anregungen in Halbleiter-Lasern (aber natürlich auch in allen anderen Anregungsprozessen) Phasenvariationen im Resonator-Umlauf bewirken.[20] Daher wird manchmal der sogenannte „Henry-{\displaystyle \alpha }-Faktor“ der Gleichung für die Laser-Linienbreite hinzugefügt.

## Messung der Laser-Linienbreite
Eine der ersten Methoden zur Messung der spektralen Kohärenz eines Lasers war die Interferometrie. Eine typische Methode zur Messung der Laser-Linienbreite ist selbst-heterodyne Interferometrie.

## Dauerstrich-Laser
Seltenerd-dotierte dielektrische oder Halbleiter-basierte Laser mit verteilter Rückkopplung durch integrierte Bragg-Spiegel haben typische Linienbreiten in der Größenordnung von 1 kHz. Die Laser-Linienbreite stabilisierter CW-Laser kann weit weniger als 1 kHz betragen. Beobachtete Linienbreiten sind größer als die fundamentale Laser-Linienbreite, da technische Einflüsse auftreten (z. B. zeitliche Fluktuationen der optischen oder elektrischen Pumpleistung, mechanische Vibrationen, Brechungsindex- und Längenänderungen aufgrund von Temperaturschwankungen usw.).